# Aeropuerto Internacional de Ostende-Brujas
El Aeropuerto Internacional de Ostende-Brujas (comúnmente: Aeropuerto de Ostende) está localizado en Ostende, Bélgica, cerca de la costa y a unos 25 km del centro de la ciudad de Brujas. Aunque está muy centrado en los servicios de carga aérea, el número de vuelos de pasajeros se está incrementando, principalmente charters y vuelos vacacionales organizados por tour-operadores. Es también frecuente ver vuelos privados de negocios.
La aerolínea de carga aérea MK Airlines tiene al aeropuerto internacional de Ostende-Brujas como su base aérea en Europa.

## Historia
Durante la Segunda Guerra Mundial las fuerzas de ocupación alemanas ubicaron el campo de vuelos de Ostende-Stene en terrenos del municipio de Middelkerke, cinco kilómetros al suroeste de Ostende. Jugó un importante papel en la batalla aérea con Inglaterra. Después de la Segunda Guerra Mundial el aeropuerto de Raversijde-Middelkerke fue transformado en aeropuerto internacional por el Departamento de Aerolíneas encargado del aeropuerto en ese momento.
En 1992 el aeropuerto regional flamenco fue transferido a la Comunidad Flamenca
El 1 de mayo de 2003, Ryanair inauguró una nueva ruta entre Ostende y Londres-Stansted. El aeropuerto recibió un nuevo nombre: "Aeropuerto Internacional de Ostende-Brujas". Sin embargo, Ryanair dejó de operar la ruta en diciembre de 2003.
El 23 de mayo de 2003, Gino Vanspauwen fue nombrado director del aeropuerto internacional de Ostende-Brujas por el gobierno flamenco. Tomó posesión de su cargo el 1 de junio de 2003. 
Como director, es responsable de todos los aspectos del devenir diario, con los cambios y estrategias del aeropuerto (comercial, financiero, recursos humanos, inversión, strategy, administración, comunicación). Su obligación es transformar el aeropuerto  en una organización dinámica, capaz de atraer nuevas compañías e inversores y ofrecer una correcta seguridad a todos los usuarios del aeropuerto, compañías, vecinos y otras partes involucradas.

## Aerolíneas y destinos
| Ciudades          | Nombre del aeropuerto                                   | Aerolíneas                   |
| África            | África                                                  | África                       |
| ----------------- | ------------------------------------------------------- | ---------------------------- |
| Egipto            |                                                         |                              |
| Hurgada           | Aeropuerto Internacional de Hurghada                    | TUI fly Belgium (Estacional) |
| Asia              |                                                         |                              |
| Turquía           |                                                         |                              |
| Antalya           | Aeropuerto de Antalya                                   | TUI fly Belgium (Estacional) |
| Eskişehir         | Aeropuerto de Eskişehir                                 | TUI fly Belgium (Estacional) |
| Europa            |                                                         |                              |
| España            |                                                         |                              |
| Alicante          | Aeropuerto de Alicante-Elche                            | TUI fly Belgium              |
| Gran Canaria      | Aeropuerto de Gran Canaria                              | TUI fly Belgium              |
| Ibiza             | Aeropuerto de Ibiza                                     | TUI fly Belgium (Estacional) |
| Málaga            | Aeropuerto de Málaga-Costa del Sol                      | TUI fly Belgium              |
| Murcia            | Aeropuerto Internacional de la Región de Murcia         | TUI fly Belgium (Estacional) |
| Palma de Mallorca | Aeropuerto de Palma de Mallorca                         | TUI fly Belgium (Estacional) |
| Tenerife          | Aeropuerto de Tenerife Sur                              | TUI fly Belgium              |
| Grecia            |                                                         |                              |
| Cos               | Aeropuerto Internacional de Kos-Hipócrates              | TUI fly Belgium (Estacional) |
| Heraclión         | Aeropuerto Internacional de Heraclión Nikos Kazantzakis | TUI fly Belgium (Estacional) |
| La Canea          | Aeropuerto Internacional de La Canea                    | TUI fly Belgium (Estacional) |
| Rodas             | Aeropuerto Internacional de Rodas-Diágoras              | TUI fly Belgium (Estacional) |

### Carga
| Aerolíneas     | Destinos                                 |
| -------------- | ---------------------------------------- |
| Allied Air     | Benghazi, Entebbe, Lagos, Miami, Nairobi |
| DHL Aviation   | Leipzig/Halle, Malta                     |
| EgyptAir Cargo | El Cairo, Colonia/Bonn, Trípoli          |

## Estadísticas
Ver fuente y consulta Wikidata.